# ريغينا دوارتي
ريغينا دوارتي (بالبرتغالية: Regina Duarte‏) هي ممثلة برازيلية، ولدت في 5 فبراير 1947 بفرانكا في البرازيل.

## وصلات خارجية
- ريغينا دوارتي على موقع IMDb (الإنجليزية)
- ريغينا دوارتي على موقع ألو سيني (الفرنسية)
- ريغينا دوارتي على موقع أول موفي (الإنجليزية)
- ريغينا دوارتي على موقع قاعدة بيانات الفيلم (الإنجليزية)
- ريغينا دوارتي على موقع كينوبويسك (الروسية)